# Облога Чигирина 1678
Облога і взяття Чигирина 1678 — другий кульмінаційний епізод московсько-турецької війни 1676—1681, коли війська Османської імперії двічі облягали м. Чигирин.

## Передумови
Мегмет IV не змирився з невдачею походу Ібрагіма-паші й вирішив послати на Чигирин ще більше військо. На чолі нового походу султан поставив свого візира Кара-Мустафу. 
Московський царський уряд спробував домовитися із султаном про мир, але безуспішно. Поставлений перед перспективою нової та сильнішої османської навали, царський уряд став уживати заходів, щоб зміцнити зруйнований першою облогою Чигирин, забезпечити його запасами та посилити його залогу, на чолі якої став воєвода окольничий І. Ржевський. Але відновлення чигиринських укріплень пішло повним ходом лише в червні 1678 року під керівництвом заступника І. Ржевського інженера Патріка Гордона.
Було проведено евакуацію більшості мирного населення Чигирина. Вдалося також повністю забезпечити місто необхідними припасами на час облоги.
Артилерія фортеці налічувала тепер 86 гармат і мортир різного калібру (69 — у замку та 17 — у Нижньому місті). Залога Чигирина налічувала на серпень 13,5 тис., але в ході облоги в серпні зросла до 30 тис. осіб.

## Облога
На здобуття фортеці Кара-Мустафа вирушив із військом, що налічувало, за різними даними, 90—120 тис. вояків та від 117 до 175 гармат (у тому числі 25 великих облогових гармат). Під Чигирин це військо прибуло 19 (9) липня 1678. 20 (10) липня коменданту Чигирина була вручена вимога капітулювати, і після відмови одразу почалися обстріл міста, копання шанців та безперервні атаки. Того ж дня в Чигирин прибула підмога із 2200 осіб з 10-тис. загону московського генерал-майора Г. Косагова в укріпленому таборі за 3 милі від Чигирина. Оскільки брід через ріку Тясмин (притока Дніпра) було залишено залогою і Г. Косаговим без охорони, на північний берег Тясмину перейшли 10 тис. татар, утруднивши допомогу Чигирину з боку українсько-московського війська на чолі із князем Г. Ромодановським та Іваном Самойловичем.
Перед початком бойових дій 1678 кн. Г.Ромодановський мав близько 50 тис. війська, Іван Самойлович — до 30 тисяч козаків. Царський уряд наказав князь Г. Ромодановському дочекатися підходу загону князя Каспулата Черкаського з кабардинцями й калмиками, перш ніж давати бій основним силам турецької армії. 16 (6) липня з'єднане військо князя Г. Ромодановського та І. Самойловича підійшло до Бужина й почало переправлятися на правий берег. Переправа ще не закінчилася, коли до Чигирина підійшла армія Кара-Мустафи.
20 (10) липня татари, які перейшли на пн. берег Тясмину, атакували частину московського війська, однак атаки були відбиті; невдачею скінчилася і спроба атаки 21 (11) липня. Все військо кн. Г. Ромодановського й І. Самойловича переправилося через Дніпро 22 (12) липня. 23 (13) липня його атакувала татарська орда на чолі з ханом Мурад-Ґереєм та 20-тисячний османський корпус, але без артилерії.
Сильний натиск османців спричинив замішання серед московської піхоти, проте османська атака була зупинена вмілими діями московських гармашів, і в результаті контратаки османці й татари відступили. 25 (15) липня козацько-московська армія знову успішно атакувала османців і татар, але по тому кн. Г. Ромодановський витратив більше 2 тижнів, очікуючи кн. К. Черкаського.
7 (чи 8) серпня (28 (чи 29) липня) прибув 4-тис. загін князя К. Черкаського, набагато менший від сподіваного. Після цього кн. Г. Ромодановський виступив до Чигирина. Тим часом османці змогли укріпити висоти на підступах до Тясмину. Пасивність кн. Г. Ромодановського під Чигирином іноді пояснюють можливим шантажем з боку османців долею його сина, який був у татарському полоні.
10 серпня (31 липня) відбулася сутичка передових загонів ворогуючих армій на рубежі Тясмину. Українсько-московське військо не змогло натиском прорвати османську оборону. В ході важких і запеклих боїв 11—13 (1—3) серпня армія кн. Г. Ромодановського й І. Самойловича оволоділа Стрельниковою горою, відкинула османську армію за Тясмин, захопила 30 османських гармат та встановила зв'язок з обложеною залогою Чигирина. 13 (3) серпня комендант І. Ржевський був убитий османською гранатою, і залогу очолив його заступник Патрік Гордон. Князь Г. Ромодановський та І. Самойлович змогли замінити виснажену залогу свіжими військами. Нова залога була незвична до умов постійних обстрілів і штурмів, тому повна заміна залоги, можливо, пішла на шкоду обороні.
Тим часом Кара-Мустафа посилив облогу Чигирина. Османці посилили бомбардування й почали влаштовувати підкопи. У 2-й половині дня 21 (11) серпня кілька підкопів, підведених під стіни Нижнього міста біля Тясмину, було підірвано. У проломи кинулася османська піхота. Одночасно почався штурм замку. Від вибухів будинки Нижнього міста загорілися, козаки залоги Нижнього міста почали відступати до переправи через Тясмин. Контратака залоги Верхнього замку на якийсь час зупинила наступ османців і навіть змусила їх відступити, але Кара-Мустафа ввів у бій свіжі резерви. Послані кн. Г. Ромодановським й І. Самойловичем підкріплення не ризикнули переходити в сутінках через Тясмин у палаюче місто.
Козаки залоги Нижнього міста запанікували й кинулися мостом через Тясмин тікати до табору кн. Г. Ромодановського. Міст проломився, і сотні козаків, у тому числі кілька полковників, загинули.
Частина козаків змогла закріпитися в районі Нижнього міста біля замку та зберегти контроль над греблею через Тясмин. Залога замку також продовжувала успішно боронитися від османських штурмів. У ніч з 21 на 22 (11 на 12) серпня вуличні бої стихли.
Князь Г. Ромодановський вирішив, що утримати Чигирин немає можливості. Патрік Гордон заявив, що залишить замок лише після отримання письмового наказу. Отримавши такий наказ, Гордон вивів залогу Чигирина
греблею на інший берег Тясмину та підпалив замок. Атаку османців, які хотіли перешкодити евакуації, було відбито. Вціліла частина захисників Чигирина приєдналася до головних сил, і на світанку українсько-московська армія рушила до Дніпра, переслідувана ворогом. Спроба Кара-Мустафи розгромити її закінчилася невдачею.
24 (14) серпня армія кн. Г. Ромодановського й І. Самойловича зайняла свій старий укріплений табір на березі Дніпра. У бою 29 (19) серпня туркам не вдалося зламати оборону українсько-московське війська. 30 (20) серпня почався відхід османського військ від Дніпра. 6 вересня (27 серпня) військо кн. Г. Ромодановського й І. Самойловича переправилося на лівий берег Дніпра, закінчивши чигиринську кампанію 1678 року.
Військо Кара-Мустафи пішло в напрямку р. Південний Буг. Юрій Хмельницький з татарами та невеликим загоном своїх прибічників залишився на правому березі Дніпра, зайняв Немирів та деякі інші міста і восени та взимку 1678 здійснив кілька нападів на лівобережні міста.

## Втрати сторін
Задокументовані втрати українсько-московського війська вважаються заниженими. Не виключено, що вони досягли більше 10 тис. вбитими та понад 15 тис. пораненими.
Османські втрати невідомі, за різними оцінками — від 30 до 60 тис. вбитими й пораненими.

## Наслідки
Султан Мегмет IV за результатами походу 1678 міг вважати, що досягнув своєї мети. Чигирин було здобуто, московські війська евакуювали Правобережжя за винятком Києва та навколишньої округи, васал султана Юрій Хмельницький оволодів правобережними територіями, на які претендувало Московське царство. Не маючи планів розширювати конфлікт з Московією в умовах війни з імперією Габсбургів за Угорщину, султан став схилятися до миру, який і був укладений (див. Бахчисарайський мир 1681).
Чигиринські кампанії 1677 і 1678 років показали, що реформи армії Московського царства (створення «полків нового строю») суттєво підвищили її боєздатність. Козацьке військо у ході кампаній також виявилося на достатньо високому бойовому рівні.